# Indianapolis 500 in 1958
De Indianapolis 500 1958 werd gehouden op 30 mei op het circuit van Indianapolis. Het was de vierde race van het seizoen. Het was ook een race die deel uitmaakte van het wereldkampioenschap Formule 1 in 1958.

## Uitslag
| Pos. | Grid | Nr. | Coureur           | Constructeur             | Kwalificatie (mijl / uur) | Rangschikking | Rondes | Leiding | Tijd / Oorzaak uitval | Punten |
| ---- | ---- | --- | ----------------- | ------------------------ | ------------------------- | ------------- | ------ | ------- | --------------------- | ------ |
| 1    | 7    | 1   | Jimmy Bryan       | Epperly-Offenhauser      | 144,18                    | 1             | 200    | 139     | 3:44:13.80            | 8      |
| 2    | 25   | 99  | George Amick      | Epperly-Offenhauser      | 142,71                    | 8             | 200    | 18      | + 27.63               | 6      |
| 3    | 8    | 9   | Johnny Boyd       | Kurtis Kraft-Offenhauser | 144,02                    | 24            | 200    | 18      | + 1:09.67             | 4      |
| 4    | 9    | 33  | Tony Bettenhausen | Epperly-Offenhauser      | 143,91                    | 9             | 200    | 24      | + 1:34.81             | 4S     |
| 5    | 20   | 2   | Jim Rathmann      | Epperly-Offenhauser      | 143,14                    | 10            | 200    | 0       | + 1:35.62             | 2      |
| 6    | 3    | 16  | Jimmy Reece       | Watson-Offenhauser       | 145,51                    | 14            | 200    | 0       | + 2:16.95             |        |
| 7    | 13   | 26  | Don Freeland      | Phillips-Offenhauser     | 143,03                    | 3             | 200    | 0       | + 2:21.06             |        |
| 8    | 19   | 44  | Jud Larson        | Watson-Offenhauser       | 143,51                    | 16            | 200    | 0       | + 5:34.02             |        |
| 9    | 26   | 61  | Eddie Johnson     | Kurtis Kraft-Offenhauser | 142,67                    | 11            | 200    | 0       | + 6:15.76             |        |
| 10   | 33   | 54  | Bill Cheesbourg   | Kurtis Kraft-Novi        | 142,54                    | 25            | 200    | 0       | + 8:03.59             |        |
| 11   | 21   | 52  | Al Keller         | Kurtis Kraft-Offenhauser | 142,93                    | 29            | 200    | 0       | + 9:14.20             |        |
| 12   | 6    | 45  | Johnnie Parsons   | Kurtis Kraft-Offenhauser | 144,68                    | 18            | 200    | 0       | + 9:40.85             |        |
| 13   | 30   | 19  | Johnnie Tolan     | Kuzma-Offenhauser        | 142,30                    | 6             | 200    | 0       | + 9:52.24             |        |
| 14   | 17   | 65  | Bob Christie      | Kurtis Kraft-Offenhauser | 142,25                    | 30            | 189    | 0       | Spin                  |        |
| 15   | 32   | 59  | Dempsey Wilson    | Kuzma-Offenhauser        | 134,27                    | 32            | 151    | 0       | Brand                 |        |
| 16   | 12   | 29  | A.J. Foyt         | Kuzma-Offenhauser        | 143,13                    | 33            | 148    | 0       | Spin                  |        |
| 17   | 31   | 77  | Mike Magill       | Kurtis Kraft-Offenhauser | 142,27                    | 15            | 136    | 0       | Gediskwalificeerd     |        |
| 18   | 14   | 15  | Paul Russo        | Kurtis Kraft-Novi        | 142,95                    | 31            | 122    | 0       | Gaspedaal             |        |
| 19   | 23   | 83  | Shorty Templeman  | Kurtis Kraft-Offenhauser | 142,81                    | 17            | 116    | 0       | Remmen                |        |
| 20   | 11   | 8   | Rodger Ward       | Lesovsky-Offenhauser     | 143,26                    | 20            | 93     | 0       | Magneet               |        |
| 21   | 15   | 43  | Billy Garrett     | Kurtis Kraft-Offenhauser | 142,77                    | 13            | 80     | 0       | Magneet               |        |
| 22   | 18   | 88  | Eddie Sachs       | Kuzma-Offenhauser        | 144,66                    | 21            | 68     | 1       | Transmissie           |        |
| 23   | 22   | 7   | Johnny Thomson    | Kurtis Kraft-Offenhauser | 142,90                    | 7             | 52     | 0       | Stuur                 |        |
| 24   | 29   | 89  | Chuck Weyant      | Dunn-Offenhauser         | 142,60                    | 19            | 38     | 0       | Ongeluk               |        |
| 25   | 10   | 25  | Jack Turner       | Lesovsky-Offenhauser     | 143,43                    | 28            | 21     | 0       | Benzinepomp           |        |
| 26   | 4    | 14  | Bob Veith         | Kurtis Kraft-Offenhauser | 144,88                    | 12            | 1      | 0       | Ongeluk               |        |
| 27   | 1    | 97  | Dick Rathmann     | Watson-Offenhauser       | 145,97                    | 4             | 0      | 0       | Ongeluk               |        |
| 28   | 2    | 5   | Ed Elisian        | Watson-Offenhauser       | 145,92                    | 2             | 0      | 0       | Ongeluk               |        |
| 29   | 5    | 4   | Pat O'Connor      | Kurtis Kraft-Offenhauser | 144,82                    | 5             | 0      | 0       | Dodelijk ongeluk      |        |
| 30   | 16   | 31  | Paul Goldsmith    | Kurtis Kraft-Offenhauser | 142,74                    | 23            | 0      | 0       | Ongeluk               |        |
| 31   | 24   | 92  | Jerry Unser       | Kurtis Kraft-Offenhauser | 142,75                    | 22            | 0      | 0       | Ongeluk               |        |
| 32   | 27   | 68  | Len Sutton        | Kurtis Kraft-Offenhauser | 142,65                    | 26            | 0      | 0       | Ongeluk               |        |
| 33   | 28   | 57  | Art Bisch         | Kuzma-Offenhauser        | 142,63                    | 27            | 0      | 0       | Ongeluk               |        |

## Noot
- Dit was het debuut in het Formule 1 Wereldkampioenschap voor de Amerikaanse coureurs Bob Cortner, Rex Easton, Jack Ensley, Joe Giba, Tom Pistone, Dutch Schaefer, Carroll Shelby, A.J. Foyt, Paul Goldsmith, Jerry Unser, en Art Bisch.
- Dit was de vijftigste Grand Prix-start voor een Amerikaanse coureur.
- Eerste pole position voor Dick Rathmann.
- Eerste snelste ronde en rondes als raceleider voor Tony Bettenhausen.
- Eerste rondes als raceleider voor Eddie Sachs, Johnny Boyd, en George Amick.
- Eerste Grand Prix-winst voor Jimmy Bryan.
- Eerste podiumplaats voor George Amick en Johnny Boyd.

Grand Prix Formule 1 van de Verenigde Staten: 1908 · 1910 · 1911 · 1912 · 1914 · 1915 · 1916 · 1959 · 1960 · 1961 · 1962 · 1963 · 1964 · 1965 · 1966 · 1967 · 1968 · 1969 · 1970 · 1971 · 1972 · 1973 · 1974 · 1975 · 1976 · 1977 · 1978 · 1979 · 1980 · 1989 · 1990 · 1991 · 2000 · 2001 · 2002 · 2003 · 2004 · 2005 · 2006 · 2007 · 2012 · 2013 · 2014 · 2015 · 2016 · 2017 · 2018 · 2019 · 2021 · 2022 · 2023 · 2024 · 2025 · 2026

Indianapolis 500: 1950 · 1951 · 1952 · 1953 · 1954 · 1955 · 1956 · 1957 · 1958 · 1959 · 1960

Grand Prix Formule 1 van de Verenigde Staten West: 1976 · 1977 · 1978 · 1979 · 1980 · 1981 · 1982 · 1983

Grand Prix Formule 1 van Las Vegas: 1981 · 1982 · 2023 · 2024 · 2025

Grand Prix Formule 1 van de Verenigde Staten Oost: 1982 · 1983 · 1984 · 1985 · 1986 · 1987 · 1988

Grand Prix Formule 1 van Dallas: 1984

Grand Prix Formule 1 van Miami: 2022 · 2023 · 2024 · 2025 · 2026 · 2027 · 2028 · 2029 · 2030 · 2031
1911 · 1912 · 1913 · 1914 · 1915 · 1916 · 1917 · 1918 · 1919 · 1920 · 1921 · 1922 · 1923 · 1924 · 1925 · 1926 · 1927 · 1928 · 1929 · 1930 · 1931 · 1932 · 1933 · 1934 · 1935 · 1936 · 1937 · 1938 · 1939 · 1940 · 1941 · 1942 · 1943 · 1944 · 1945 · 1946 · 1947 · 1948 · 1949 · 1950 · 1951 · 1952 · 1953 · 1954 · 1955 · 1956 · 1957 · 1958 · 1959 · 1960 · 1961 · 1962 · 1963 · 1964 · 1965 · 1966 · 1967 · 1968 · 1969 · 1970 · 1971 · 1972 · 1973 · 1974 · 1975 · 1976 · 1977 · 1978 · 1979 · 1980 · 1981 · 1982 · 1983 · 1984 · 1985 · 1986 · 1987 · 1988 · 1989 · 1990 · 1991 · 1992 · 1993 · 1994 · 1995 · 1996 · 1997 · 1998 · 1999 · 2000 · 2001 · 2002 · 2003 · 2004 · 2005 · 2006 · 2007 · 2008 · 2009 · 2010 · 2011 · 2012 · 2013 · 2014 · 2015 · 2016 · 2017 · 2018 · 2019 · 2020 · 2021 · 2022 · 2023 · 2024